# Эллис, Эдвард Сильвестр
Эдвард Сильвестр Эллис (англ. Edward Sylvester Ellis; 11 апреля 1840, США — 20 июня 1916, США) — американский писатель. Автор вестернов, фантастических романов, книг по истории.

## Биография

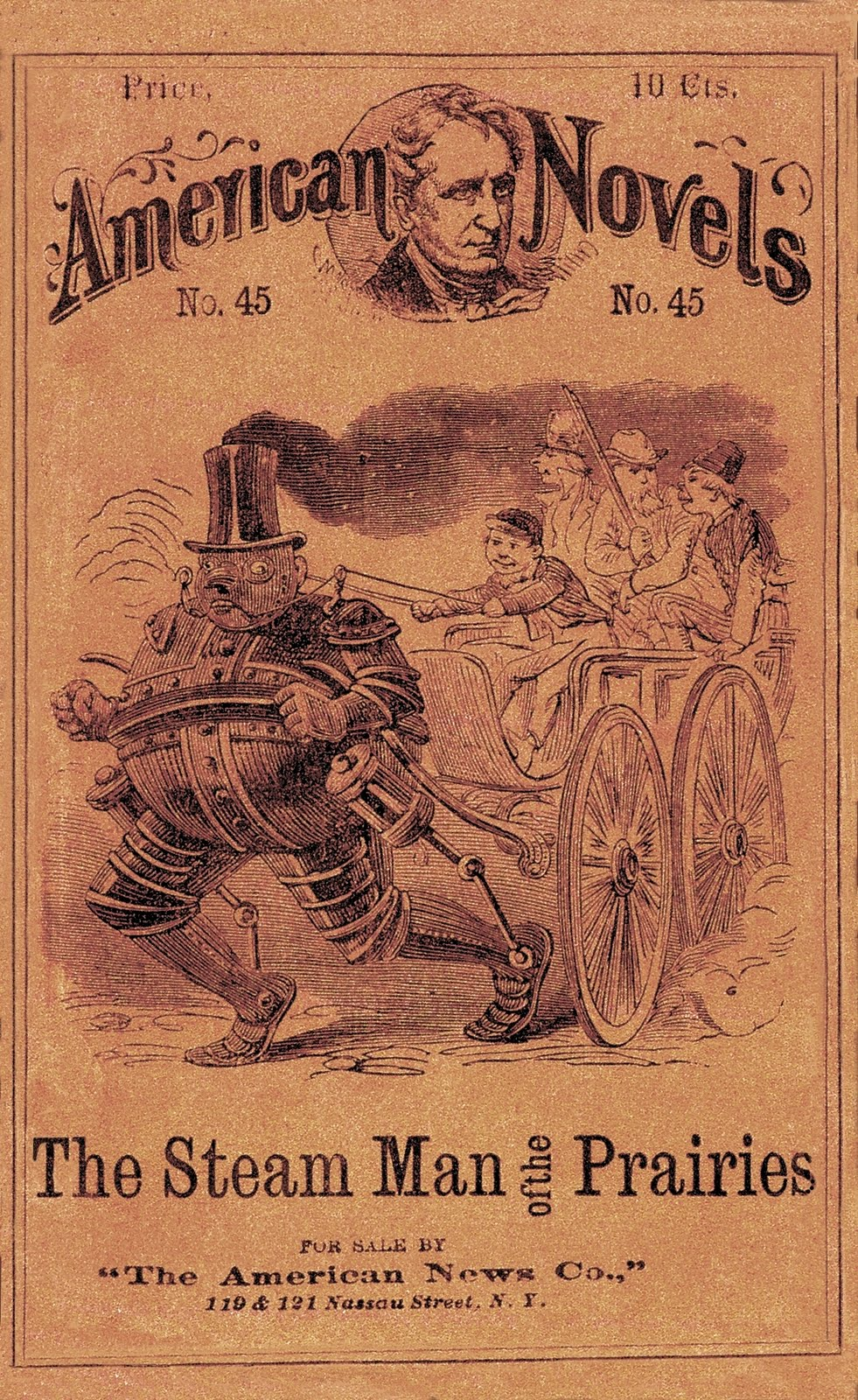
Обложка романа «Паровой человек прерий»

Эдвард Эллис родился в Женеве (Огайо) в семье охотника Сильвестра Эллиса и Мэри Альберти Эллис. Работал учителем. Публиковал стихи с 1857 года и романы с 1859 года.
В 1860 году вышел «десятицентовый роман» Эллиса «Сет Джонс, или Пленники фронтира» (Seth Jones, or the Captives of the Frontier). Он был написан в подражание пенталогии Джеймса Фенимора Купера о Кожаном Чулке. Первоначально было продано от сорока до шестидесяти тысяч экземпляров, а всего было продано 450 тысяч экземпляров. Роман «Паровой человек в прериях» (Steam Man of the Prairies; 1868) повествовал о молодом изобретателе, который создаёт человекоподобную паровую машину и путешествует на ней по Дикому Западу. Он подстегнул создание «эдисонады» — поджанра научной фантастики, главным героем которого был гениальный учёный-изобретатель. Эллис был автором детских книг по истории США и других стран, а также биографий Томаса Джефферсона, Кита Карсона, Дэви Крокетта. Всего под различными псевдонимами он написал 460 крупных сочинений и 523—650 более мелких.
Эллис был дважды женат: на Анне М. Дин (с 1862 по 1887 годы) и на Кларе Сполдинг Браун (с 1900 года). В первом браке у него родились сын Уилмот Эдвард Эллис (будущий военный) и три дочери. Эллис умер во время отпуска на острове Клифф-Айленд (Мэн).
На русский язык переведено три романа Эллиса: «Понтиак, вождь оттавов», «Лагерь в горах» и «Искатели каучука».